# Eifelmuseum Blankenheim
Das Eifelmuseum Blankenheim befindet sich in Blankenheim (Ahr) im Kreis Euskirchen, Nordrhein-Westfalen, Ahrstraße.
Das Museum besteht aus zwei Häusern und widmet sich der Landschaft und den Menschen der Eifelregion.
Im Hauptgebäude in der Ahrstraße gibt es aktuell eine Ausstellung zur Erd- und Siedlungsgeschichte der Region sowie regelmäßig wechselnde Ausstellungen zu eifeltypischen Themen in Kunst und Kultur.
Im zweiten Haus, dem Gildehaus, befindet sich auf zwei Etagen das Informationszentrum zur VIA Agrippa Römerstraße. Im Mittelpunkt der Ausstellung stehen die Geschichte der Römervilla Blankenheim und deren moderne Rekonstruktion, verknüpft mit Fragen der wirtschaftlichen Nutzung zu Zeiten der Römer, der archäologischen Überlieferungen und dem Nachleben der römischen Antike in den Sammlungen der Grafen von Manderscheid-Blankenheim.
Im 2. OG widmet sich eine Ausstellung der über 900-jährigen Geschichte Blankenheims und der Grafen und im 3. OG werden Bilder des Eifelmalers Fritz von Wille gezeigt.

## Sonstiges
Es gibt auch ein Eifelmuseum in Mayen („Eifelmuseum mit Deutschem Schieferbergwerk Mayen“). Die beiden Museen liegen 60 km voneinander entfernt.